# Lasionycta earina
Lasionycta earina là một loài bướm đêm trong họ Noctuidae.